# Zetka

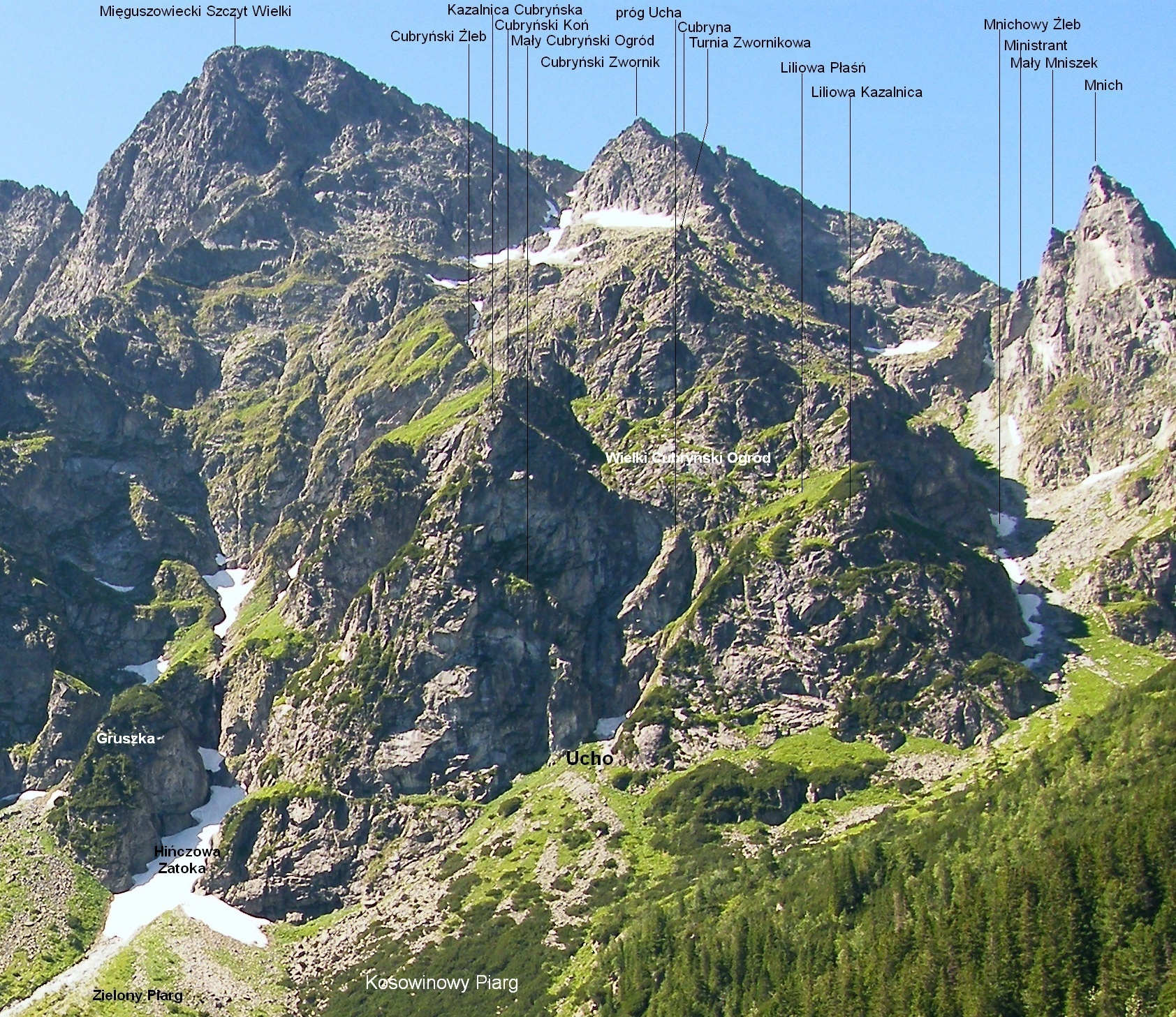
Topografia Turni Zwornikowej

Zetka – droga wspinaczkowa w masywie Cubryny nad Morskim Okiem w polskich Tatrach Wysokich. Jest to historycznie pierwsza droga w północno-wschodnich urwiskach masywu Cubryny. Omija wszystkie najtrudniejsze jej miejsca. Jest najbardziej popularną droga wspinaczkową w rejonie Morskiego Oka, zwłaszcza zimą. Władysław Cywiński o drodze tej pisze; Granica między turystyką a taternictwem jest trudna do ścisłego wyznaczenia, ale Zetka znajduje się tuż powyżej tej granicy.
- punkt startowy: zatoka Ucho u podnóży skał powyżej piargów nad południowo-zachodnim brzegiem Morskiego Oka,
- punkt docelowy: szczyt Turni Zwornikowej,
- czas przejścia: 2h,
- trudność: II w skali tatrzańskiej[1].

Zetka ma kilka wariantów:
- wariant A (II). Grzędą skośnie i miejscami przez kosówkę na dolny koniec Liliowej Drabiny – bardzo stromego zachodu wyprowadzającego na pochyłą i trawiastą Liliową Płaśń
- wariant B (II). Stromymi trawkami i przez załupę do nyży. Powyżej niej w prawo na stromą płytę znajdującą się na przedłużeniu załupy. Dalej depresją na dolny lewy skraj Liliowej Płaśni
- wariant C (I, jedno miejsce II). Z prawego górnego końca trawnika na prawo wąskim skalisto-trawiastym zachodem na ostrze północnego filara. Nim na szczyt Turni Zwornikowej
- wariant D (I). Skośnie w lewo i w górę do wylotu Zawieszonego Żlebu (kruszyzna). Nim na Wyżni Cubryński Przechód. Dalej początkowo trawnikiem i kosówką, dalej skałami na Przełączkę za Turnią Zwornikową[2].

Pierwsze przejście (wariant B, D): Ludwik Grühn, Mieczysław Świerz, 13 sierpnia 1922 roku.